# 孟紹康
孟绍康（？—？），號安克，河南开封府杞縣民籍祥符县人。

## 生平
万历二十八年（1600年）庚子科河南乡试举人，四十一年（1613年）癸丑科進士，例授知县，因性厌繁剧，改任扬州府学教授，广陵诸盐贾子弟新列黉序者，牵以百金副羔雁，绍康尽却之，由是士风丕变，始知有廉让。四十三年乙卯陕西聘同考，號称得士，寻移六馆，后升南京兵部职方司主事，累迁郎中，南中诸弁营求升迁，类皆以贿进者，绍康严绝苞苴，流品一清。病假还里，囊无余金，至今人称其清介云。

## 家族
曾祖孟廷莲。父孟悌，庠生。從弟孟紹虞，同科進士。